# Tharaka (district)
Tharaka was een Keniaans district. Het district telde 604.050 inwoners (1999) en heeft een bevolkingsdichtheid van 385 inw/km². Ongeveer 1,1% van de bevolking leeft onder de armoedegrens en ongeveer 63,0% van de huishoudens heeft beschikking over elektriciteit. Met Nithi vormt het voormalige district sinds 2013 de county Tharaka-Nithi.